# 뜨랑 공항
뜨랑 공항(태국어: ท่าอากาศยานตรัง, 영어: Trang Airport, IATA: TST, ICAO: VTST)은 뜨랑 중심부에서 7km 떨어진 곳에 있다.

## 주요 확장
순전히 국내선 임에도 불구하고 2009년부터 2017년까지 승객이 143에서 거의 800만, 그리고 터미널이 9천 평방미터로 확대되고 있다 중반 2019년까지. 활주로 3천미터에 환경 검토를 할 때까지 연장할 계획이다. A2여객 터미널이 2021년까지, 370만명이 1년에 용량을 추진하고 지어질 것이다.

## 항공사 및 목적지
| 항공사           | 목적지          |
| ---------------- | --------------- |
| 녹에어           | 돈므앙 국제공항 |
| 타이 에어아시아  | 돈므앙 국제공항 |
| 타이 라이온 에어 | 돈므앙 국제공항 |